# Division 2 1995/96
Die Division 2 1995/96 war die 57. Austragung der zweithöchsten französischen Fußballliga. Es handelte sich dabei um eine Liga ausschließlich mit Profimannschaften.
Gespielt wurde vom 19. Juli 1995 bis zum 21. Mai 1996. Zweitligameister wurde Stade Malherbe Caen.

## Vereine
Teilnahmeberechtigt waren die 16 Vereine, die nach der vorangegangenen Spielzeit weder in die erste Division auf- noch in die dritte Liga (National) oder tiefer abgestiegen waren; dazu kamen zwei Erstligaabsteiger und vier Aufsteiger aus der National.
Somit spielten in dieser Saison folgende 22 Mannschaften um die Meisterschaft der Division 2: Absteiger Aufsteiger
- zwei aus dem Norden (USL Dunkerque, SC Amiens)
- zwei aus dem Großraum Paris und der Champagne-Ardenne (AS Red Star, OFC Charleville)
- vier aus dem Nordosten (AS Nancy, Aufsteiger SAS Épinal, FC Mulhouse, Absteiger FC Sochaux)
- fünf aus dem Nordwesten (Absteiger SM Caen, Stade Laval, Le Mans UC, Aufsteiger FC Lorient, SCO Angers)
- zwei aus dem Zentrum (LB Châteauroux, Aufsteiger CS Louhans-Cuiseaux)
- zwei aus dem Südwesten (Chamois Niort, Aufsteiger Stade Poitiers PEP)
- fünf aus dem Südosten (USJOA Valence, Toulouse FC, FC Perpignan, Olympique Alès, Olympique Marseille)

Direkt aufstiegsberechtigt waren die drei erstplatzierten Klubs, während die vier Letzten, ebenfalls ohne Barrages, durch eine entsprechende Zahl von Drittligaaufsteigern ersetzt wurden.

## Saisonverlauf
Jede Mannschaft trug gegen jeden Gruppengegner ein Hin- und ein Rückspiel aus, einmal vor eigenem Publikum und einmal auswärts. Es galt die Drei-Punkte-Regel; bei Punktgleichheit gab die Tordifferenz den Ausschlag für die Platzierung.
Während Caen auf Anhieb in die erste Division zurückfand, benötigte Marseille ein Jahr mehr dafür; diesmal allerdings verweigerte der Verband Olympique den Aufstieg nicht mehr. Nach vier Spielzeiten in der Zweitklassigkeit schaffte auch Nancy die Rückkehr ins „fußballerische Oberhaus“; das Nachsehen hatte Laval, bis zum Saisonende der einzige ernsthafte Rivale dieser drei Mannschaften.
Am unteren Tabellenende stand Alès schon sehr frühzeitig als Absteiger fest, während Angers, zwei Jahre zuvor noch Erstligist, lange mit drei Konkurrenten – darunter zwei der vier „Emporkömmlinge“ des Vorjahres – im Kampf gegen den Abstieg mitzuhalten vermochte, diesen schließlich aber nicht vermeiden konnte. Dieses sportliche Schicksal teilte Angers mit der Elf aus Dunkerque, die nach 30 Jahren ununterbrochener Zweitligazugehörigkeit die Division 2 verlassen musste und bis weit ins 21. Jahrhundert dorthin auch nicht wieder zurückkehren sollte. Poitiers schließlich musste diesen Weg in die dritte Liga lediglich aufgrund der schlechteren Tordifferenz gegenüber Mitaufsteiger Épinal gehen.
In den 462 Begegnungen wurden 973 Treffer erzielt; das entspricht einem Mittelwert von lediglich 2,11 Toren je Spiel – dem zweitniedrigsten in der Geschichte der zweiten Division nach 1990/91. Erfolgreichster Torschütze und damit Gewinner der Liga-Torjägerkrone war, wie bereits im vorangegangenen Jahr, Tony Cascarino von Olympique Marseille, diesmal mit 30 Treffern. Zur folgenden Spielzeit kamen mit dem FC Gueugnon, der AS Saint-Étienne und dem FC Martigues drei Absteiger aus der Division 1 hinzu; aus der dritthöchsten Liga stiegen vier Mannschaften auf, nämlich AS Beauvais, Stade Briochin, Association Troyes Aube Champagne (kurz: „ATAC“) und Sporting Toulon.

## Abschlusstabelle
| Pl. | Verein                  | Sp. | S  | U  | N  | Tore    | Diff. | Punkte |
| --- | ----------------------- | --- | -- | -- | -- | ------- | ----- | ------ |
| 1.  | SM Caen (A)             | 42  | 24 | 9  | 9  | 059:340 | +25   | 81     |
| 2.  | Olympique Marseille     | 42  | 23 | 11 | 8  | 069:350 | +34   | 80     |
| 3.  | AS Nancy                | 42  | 20 | 16 | 6  | 056:230 | +33   | 76     |
| 4.  | Stade Laval             | 42  | 21 | 9  | 12 | 053:460 | +7    | 72     |
| 5.  | Toulouse FC             | 42  | 18 | 9  | 15 | 040:340 | +6    | 63     |
| 6.  | Le Mans UC              | 42  | 15 | 17 | 10 | 037:360 | +1    | 62     |
| 7.  | AS Red Star             | 42  | 16 | 13 | 13 | 056:380 | +18   | 61     |
| 8.  | FC Perpignan            | 42  | 17 | 10 | 15 | 044:530 | −9    | 61     |
| 9.  | LB Châteauroux          | 42  | 16 | 12 | 14 | 040:350 | +5    | 60     |
| 10. | FC Sochaux (A)          | 42  | 15 | 14 | 13 | 049:400 | +9    | 59     |
| 11. | CS Louhans-Cuiseaux (N) | 42  | 16 | 10 | 16 | 057:490 | +8    | 58     |
| 12. | FC Lorient (N)          | 42  | 16 | 10 | 16 | 044:460 | −2    | 58     |
| 13. | SC Amiens               | 42  | 13 | 15 | 14 | 043:490 | −6    | 54     |
| 14. | FC Mulhouse             | 42  | 13 | 12 | 17 | 044:450 | −1    | 51     |
| 15. | USJOA Valence           | 42  | 11 | 18 | 13 | 034:420 | −8    | 51     |
| 16. | Chamois Niort           | 42  | 13 | 11 | 18 | 048:500 | −2    | 50     |
| 17. | OFC Charleville         | 42  | 11 | 15 | 16 | 034:540 | −20   | 48     |
| 18. | SAS Épinal (N)          | 42  | 9  | 18 | 15 | 041:470 | −6    | 45     |
| 19. | Stade Poitiers PEP (N)  | 42  | 9  | 18 | 15 | 036:500 | −14   | 45     |
| 20. | USL Dunkerque           | 42  | 9  | 16 | 17 | 030:430 | −13   | 43     |
| 21. | SCO Angers              | 42  | 7  | 16 | 19 | 031:530 | −22   | 37     |
| 22. | Olympique Alès          | 42  | 4  | 13 | 25 | 029:720 | −43   | 25     |

Platzierungskriterien: 1. Punkte – 2. Tordifferenz – 3. geschossene Tore

| (A) | Absteiger aus der Division 1 1994/95 |
| (N) | Neuaufsteiger                        |